# Yura (croiseur)
Pour les articles homonymes, voir Yura (homonymie).
Le Yura (由良) était un croiseur léger de classe Nagara en service dans la Marine impériale japonaise. Le navire est baptisé sous le nom de la rivière Yura, près de Kyoto, au Japon. Il sert dans les premiers stades de la guerre du Pacifique avant d'être coulé par des bombes américaine en 1942. Il fut le premier croiseur japonais coulé pendant ce conflit.

## Historique

### Début de carrière

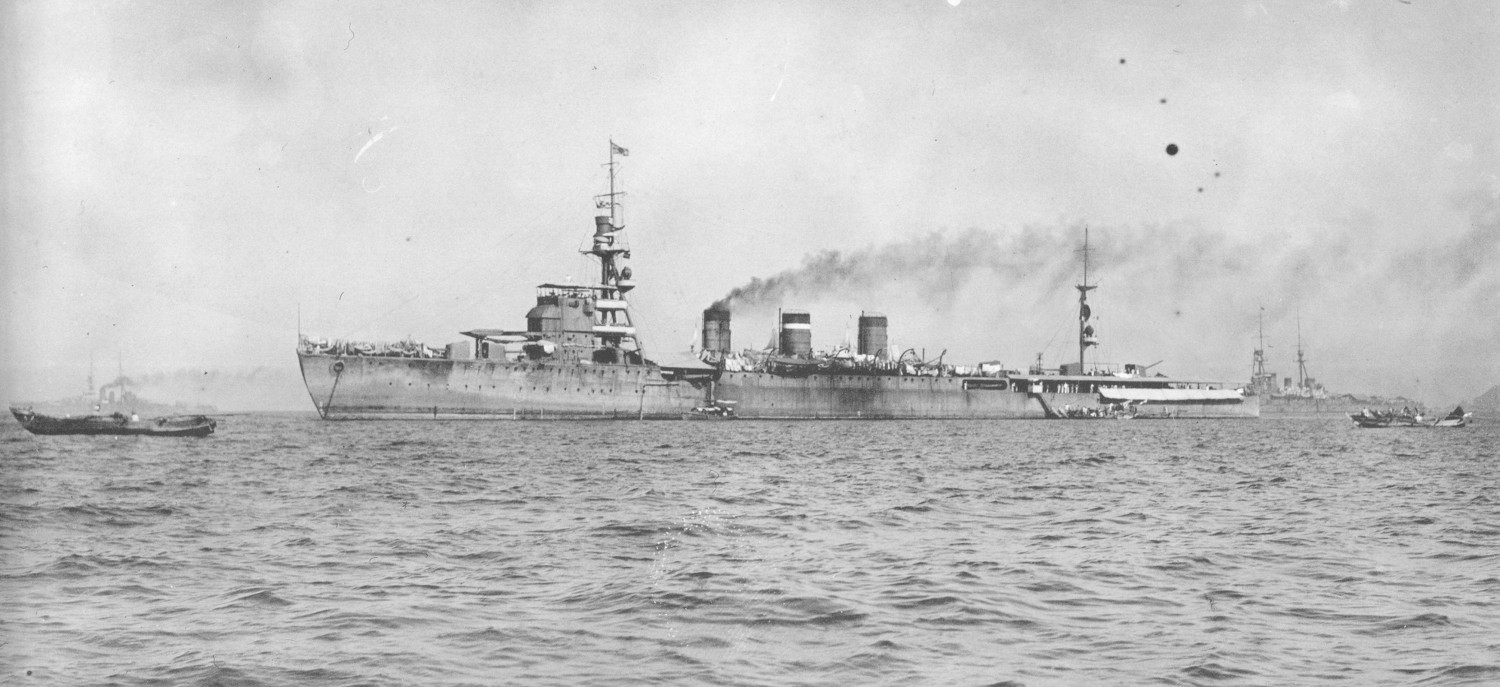
Le Yura ancré dans la baie de Tateyama en août 1923.

Sa quille est posée le 21 mai 1921 à l'Arsenal naval de Sasebo, il est lancé le 15 février 1922 et est mis en service le 20 mars 1923. Il est commandé par le Capitaine Soemu Toyoda de novembre 1926 à novembre 1927. En 1930, il sert de plate-forme de test pour les catapultes aériennes installées en face de sa passerelle et, en 1933-34, une plate-forme de rotation est installée au milieu du navire ainsi qu'un nouveau mat principal.
À la suite de l'incident de Mandchourie, le Yura est déployé à Shanghai début 1932 sous le commandement du Capitaine Mataro Tanimoto (ja) jusqu'en décembre 1932, puis sous le Capitaine Rokuzō Sugiyama (en) de juin à novembre 1933. Il est de nouveau déployé entre 1937-1939 pour couvrir les débarquements des troupes Japonaises en Chine du nord.

### Début de la Guerre du Pacifique
Le 1er septembre 1941, le Yura est nommé navire amiral de l'Escadron Sous-marine 5 du Contre-Amiral Daigo Tadashige, et est basé à Hainan. Lors de l'attaque sur Pearl Harbor, le Yura couvre la première vague de la Force d'Invasion de la Malaisie en Indochine française.
Le 9 décembre 1941, le Yura et son escadron reçoivent l'ordre de poursuivre et de couler les navires de la Force Z de la Royal Navy (HMS Prince of Wales, HMS Repulse et des destroyers). Bien qu'ayant été prévenu de leurs positions par le sous-marin I-165, ce seront les bombardiers-torpilleurs de la 22e Flottille Aérienne qui anéantiront la Force de l'Amiral Tom Phillips.
Le Yura participe à l'invasion de Sarawak du 13 au 26 décembre 1941, couvrant les débarquements à Brunei, Miri, Seria et Kuching. Les 2 500 hommes du « Détachement Kawaguchi » et du Yokosuka no 2 « Force navale Spéciale de Débarquement » capturent rapidement l'aérodrome et les champs de pétrole de Miri. L'opération achevée, le Yura retourne à sa base dans la baie de Camranh, en Indochine.
En février, le Yura est transféré dans la 3e Flotte du Vice-Amiral Ibō Takahashi, afin de couvrir l'invasion de Sumatra, sous la protection des débarquements de troupes à Palembang, Bangka, Banten, Merak et Java. Le 1er mars 1942, il est attaqué sans succès par deux torpilles tirées d'environ 2 500 à 3 000 mètres depuis le sous-marin HNLMS K XIV. Le croiseur lance six attaques de charges de profondeur, mais le sous-marin néerlandais s'échappe par le détroit de Sunda à Colombo (Ceylan). Le 4 mars, le Yura sauve l'équipage du tanker Erimo (coulé par le sous-marin USS S-39 (en)). Le 6 mars, il est transféré dans l'Unité d'Escorte no 1, couvrant des débarquements de troupes à Sumatra et dans les îles Andaman jusqu'à la fin du mois.

### Raids dans l'Océan Indien
En avril, il participe au raid sur Ceylan avec la Deuxième Flotte Expéditionnaire du Vice-Amiral Jisaburō Ozawa. Il est accompagné des destroyers Ayanami, Yūgiri, Asagiri et Shiokaze (en); des croiseurs Chōkai, Suzuya, Kumano, Mikuma et Mogami; et du porte-avions Ryūjō. Le 6 avril 1942, à
14 milles (22,530816 km) à l'est de Kalingapatnam (en), dans le golfe du Bengale, les Yura et Yūgiri coulent le navire marchand hollandais Batavia en transit de Calcutta à Karachi. Ils coulent également le navire néerlandais Banjoewangi et le vapeur britannique Taksang. À la fin du mois d'avril, le Yura retourne à Sasebo pour une remise en état.

### Bataille de Midway
Le 10 mai 1942, il est navire amiral du 4e Escadron de Destroyer du Contre-Amiral Shōji Nishimura. Lors de la bataille de Midway, l'Escadron inclus également la 3e et la 9e Division de Destroyer. L'Escadron était sous le commandement du Vice-Amiral Nobutake Kondô, mais ils ne participent à aucun combat.

### Campagnes des îles Salomon
Le 7 août 1942, les États-Unis débute l'opération Watchtower avec pour objectif de reprendre Guadalcanal et les îles Salomon. Le Yura est basé à Truk avec la Deuxième Flottille du Vice-Amiral Kondô et participe à la bataille des Salomon orientales le 24 août 1942. Après la bataille, le navire retourne indemne à Truk le 5 septembre 1942.
Durant le mois de septembre 1942, le Yura patrouille entre Truk, Guadalcanal et les îles Shortland. Le 25 septembre 1942 au large des Shortland, il est attaqué par deux Boeing B-17 Flying Fortress du 11e Bomb Group de l'USAAF, basés à Espiritu Santo, au cours duquel le navire est légèrement endommagé.
Le 11 octobre 1942, le sous-marin USS Sculpin revendique avoir endommagé d'une torpille le Yura, mais des analyses d'après-guerre ne confirme aucune attaque ce jour-ci. Le 12 octobre 1942, le croiseur quitte les Shortland escortant le transport d'hydravions Nisshin. Deux jours après, il escorte le Chitose de retour de Guadalcanal. Il prend part également au débarquement de 1 100 soldats au cap Espérance. Le 17 octobre, le Yura participe à un « Tokyo Express » pour Guadalcanal, convoi transportant 2 100 hommes, de l'artillerie et des armes anti-char.
Le 18 octobre 1942, alors de retour aux Shortland, il est attaqué par le sous-marin USS Grampus (en), au large de Choiseul. Le submersible tire 4 torpilles Mark 14 (en), mais le croiseur parvient à quitter la zone.
Le 24 octobre 1942, le Yura quitte les Shortland pour bombarder Guadalcanal avec l'Unité d'Attaque no 2 du Contre-Amiral Tamotsu Takama (it), en compagnie des Akizuki, Harusame, Murasame et Yūdachi. Le lendemain, le Yura, menant un groupe d'attaque de destroyers de l'île Santa Isabel aux Salomon, est attaqué par cinq bombardiers en piqué Douglas SBD Dauntless, endommageant avec deux bombes le Yura à l'arrière près de la salle des machines. Alors que le navire s'inonde lentement, le Vice-Amiral Mikawa de la 8e flotte annule la mission de bombardement du Contre-Amiral Takama. Sur le chemin du retour, il est de nouveau attaqué par trois Bell P-39 Airacobra et par quatre Douglas SBD Dauntless, ne causant aucun dégâts supplémentaires. Alors que le Capitaine Sato tente de quitter au plus vite la zone, il subit une nouvelle vague d'attaque de trois Grumman F4F Wildcat et quatre P-39. Une quatrième attaque scellera son destin. Des bombes de six bombardiers B-17 Flying Fortress basés à Espiritu Santo provoquent un feu incontrôlable à bord du navire. À 18 h 30, après l'évacuation de son équipage, il est sabordé par les destroyers japonais Harusame et Yūdachi. Coupé en deux, sa partie avant coule et sa partie arrière est coulé à 19 h 00 par l’artillerie du Yudachi, à la position géographique 8° 15′ S, 159° 07′ E.
Le Yura est rayé des listes le 20 novembre 1942.